# Élections générales espagnoles de 2015 dans la communauté de Madrid
Les élections générales espagnoles de 2015 (en espagnol : Elecciones generales de España de 2015) se sont tenues le dimanche 20 décembre 2015 afin d'élire les 350 députés et 208 des 266 sénateurs de la XIe législature des Cortes Generales. 36 députés sont élus dans la communauté de Madrid.

## Résultats

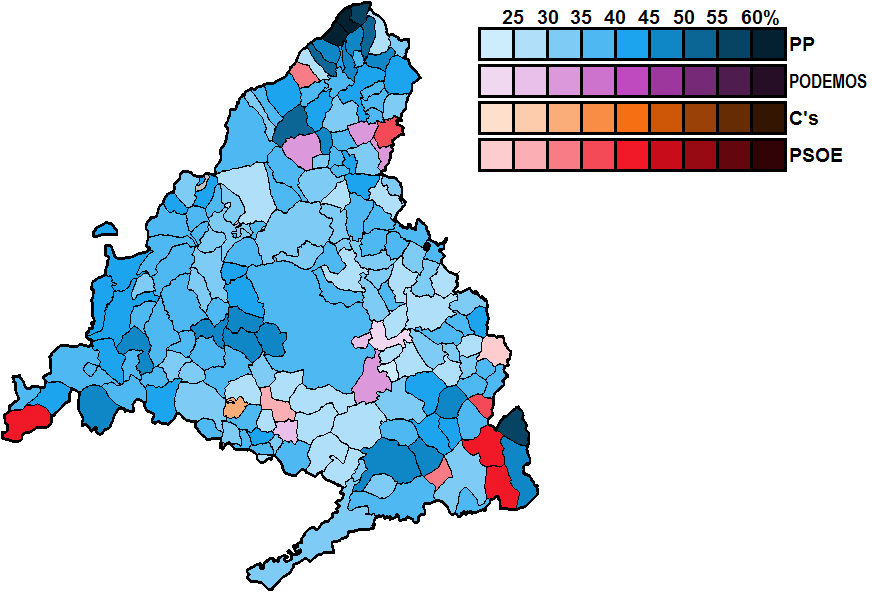
Résultats par commune.

| Parti                  | Parti                                                   | Voix      | %     | +/-   | Sièges | +/-           |
| ---------------------- | ------------------------------------------------------- | --------- | ----- | ----- | ------ | ------------- |
|                        | Parti populaire (PP)                                    | 1 210 219 | 33,44 | 17,53 | 13     | 6             |
|                        | Podemos                                                 | 756 257   | 20,90 | Nv.   | 8      | 8             |
|                        | Ciudadanos (Cs)                                         | 681 167   | 18,82 | Nv.   | 7      | 7             |
|                        | Parti socialiste ouvrier espagnol (PSOE)                | 645 645   | 17,84 | 8,21  | 6      | 4             |
|                        | Gauche unie (IU-UP)                                     | 190 193   | 5,26  | 2,78  | 2      | 1             |
|                        | Union, progrès et démocratie (UPyD)                     | 43 508    | 1,20  | 9,10  | 0      | 4             |
|                        | Parti animaliste contre la maltraitance animale (PACMA) | 28 322    | 0,78  | 0,39  | 0      | en stagnation |
|                        | Vox                                                     | 22 643    | 0,63  | Nv.   | 0      | en stagnation |
|                        | Pour la gauche (X Izda)                                 | 4 994     | 0,14  | Nv.   | 0      | en stagnation |
|                        | Phalange espagnole (FE-JONS)                            | 4 579     | 0,13  | Nv.   | 0      | en stagnation |
|                        | Recortes Cero-Grupo Verde (RC-GV)                       | 4 037     | 0,11  | Nv.   | 0      | en stagnation |
|                        | Autres partis                                           | 8 603     | 0,24  | -     | 0      | -             |
|                        | Vote blanc                                              | 18 751    | 0,52  | 0,52  |        |               |
|                        |                                                         |           |       |       |        |               |
| Suffrages exprimés     | Suffrages exprimés                                      | 3 618 918 | 99,36 |       |        |               |
| Votes nuls             | Votes nuls                                              | 23 209    | 0,64  |       |        |               |
| Total                  | Total                                                   | 3 642 127 | 100   | -     | 36     | en stagnation |
| Abstention             | Abstention                                              | 1 271 766 | 25,88 |       |        |               |
| Inscrits/Participation | Inscrits/Participation                                  | 4 913 893 | 74,12 |       |        |               |